# Cuyamaca Peak
Der Cuyamaca Peak (1986 m) ist der höchste Berg der Cuyamaca Mountains im Cuyamaca Rancho State Park, östlich von San Diego, Kalifornien.
Der Gipfel lässt sich als einfache Bergwanderung vom Campingplatz Paso Picacho (1500 m) aus erreichen. Im Winter ist mit Schnee zu rechnen.

## Weblink
- https://www.peakbagger.com/peak.aspx?pid=1461